# Alexandre Vallaury

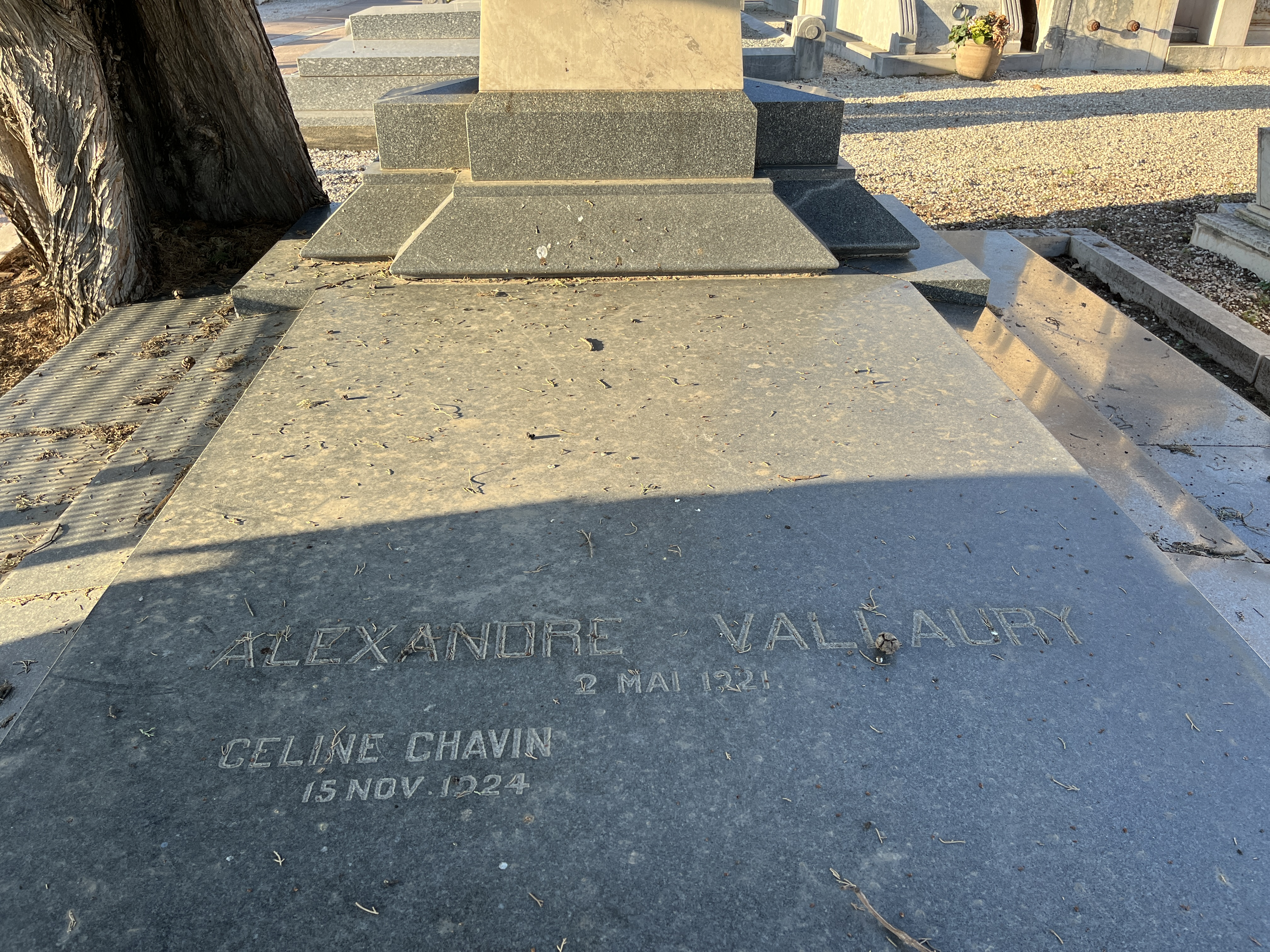
Sépulture d'Alexandre Vallaury au cimetière Sainte-Brigitte à Grasse.

Alexandre Vallaury (1850-1921) est un architecte ottoman, d'origine levantine, appartenant à cette communauté latine ou franque, parlant encore cette lingua franca mélange de français et d'italien. La nationalité d'origine de sa famille n'est pas clairement établie, mais lui-même se sentait proche de la culture française.
Son père Francesco Vallaury était un célèbre pâtissier fournisseur de la Sublime Porte.
Il inaugura l'enseignement de l'architecture en Turquie et fut professeur à l'école des beaux-arts de Constantinople.

## Formation
C'est à Paris, en France, vraisemblablement terre d'origine de sa famille, qu'il se forme entre 1869 et 1878 en suivant des cours à l'École nationale supérieure des beaux-arts.
Il retourne à Constantinople en 1880 où il se lie avec l'archéologue turc Osman Hamdi Bey, fondateur et conservateur du nouveau musée impérial (actuel Musée archéologique). À l'école des beaux-arts, il a pour élève Alexandre Raymond.
Le nom d'Alexandre Vallaury est surtout réputé comme étant l'architecte du légendaire Pera Palace à Constantinople, aujourd'hui Istanbul. 

## Œuvres principales
- 1880 : Café Lebon (depuis 1940 Café Marquise - Markiz Pastanesi, 1880) - Beyoğlu, Istanbul
- 1881 : Maison Décugis (actuellement Galata Antique Hotel) (1881) - Şişhane, Istanbul
- 1881-1891 : Hôtel Pera Palace (1881-1891) - Şişhane, Istanbul
- 1887 : mosquée Hidayet (1887) - Eminönü, Istanbul
- 1890 : siège de la Banque impériale ottomane - Karaköy, Istanbul
- 1891-1907 : divers bâtiment du Musée Archéologique d'Istanbul (1891-1907) - SultanAhmet, Istanbul
- 1893-1902 : le lycée Haydarpasa (actuellement faculté de Droit de l'Université de Marmara), en collaboration avec Raimondo D'Aronco (1893-1902) - Haydarpaşa, Istanbul
- 1896 : Immeuble de l'Union Française building - Şişhane, Istanbul
- 1897 : Immeuble de la Dette Ottomanes, actuellement Lycée d'Istanbul - Cağaloğlu, Istanbul
- 1898 : Prinkipo Palace, un hôtel et casino de luxe sur l'île de Büyükada ; le permis d'exploitation n'ayant pas été délivre, il est vendu en 1903 et transformé en orphelinat : il est considéré comme le plus grand bâtiment en bois d'Europe.
- 1903-1904 : mosquée Osman Reis - Sariyer, Istanbul